# Benson & Hedges World Series Cup 1981/82
Die Benson & Hedges World Series Cup 1981/82 war ein Drei-Nationen-Turnier, das vom 21. November 1981 bis zum 27. Januar 1982 in Australien im ODI-Cricket ausgetragen wurde. Bei dem zur internationalen Cricket-Saison 1981/82 gehörenden Turnier nahmen neben dem Gastgeber die Mannschaften aus Pakistan und den West Indies teil. Die West Indies gewannen die Finalserie gegen Australien mit 3–1.

## Vorgeschichte
Für alle Teams war es die erste Tour gegeneinander. Australien spielte während des Turniers je eine Test-Serie gegen Pakistan und  die West Indies.

## Format
In einer Vorrunde spielte jede Mannschaft gegen jede fünf Mal. Für einen Sieg gibt es zwei, für ein Unentschieden oder No Result 1 Punkt. Die beiden besten Mannschaften spielten in einer Final-Serie über maximal drei Spiele den Sieger des Turniers aus.

## Stadien
Die folgenden Stadien wurden für das Turnier ausgewählt.
| Stadion                  | Stadt     | Kapazität | Spiele                                     |
| ------------------------ | --------- | --------- | ------------------------------------------ |
| Adelaide Oval            | Adelaide  | 53.583    | 4., 5. Spiel;                              |
| The Gabba                | Brisbane  | 42.000    | 13., 14. Spiel                             |
| Melbourne Cricket Ground | Melbourne | 100.024   | 1., 2., 9., 10. Spiel; 1. & 2. Finale      |
| WACA Ground              | Perth     | 20.000    | 7., 8. Spiel                               |
| Sydney Cricket Ground    | Sydney    | 48.000    | 3., 6., 11., 12. 15. Spiel; 3. & 4. Finale |

## Kaderlisten
Die Teams benannten die folgenden Kader.
| ODI | ODI | ODI | ODI |
| Australien | Pakistan | West Indies |     |
| --- | --- | --- | --- |
| - Greg Chappell (K) - Terry Alderman - Allan Border - Rick Darling - John Dyson - Shaun Graf - David Hookes - Kim Hughes - Bruce Laird - Geoff Lawson - Dennis Lillee - Mick Malone - Rod Marsh (wk) - Rick McCosker - Len Pascoe - Jeff Thomson - Dirk Wellham - Graeme Wood - Bruce Yardly | - Javed Miandad (K) - Ashraf Ali (wk) - Ijaz Faqih - Imran Khan - Iqbal Qasim - Majid Khan - Mansoor Akhtar - Mohsin Khan - Mudassar Nazer - Rizwan-uz-Zaman - Saleem Malik - Sarfaz Nawaz - Sikander Bakht - Tahir Naqqash - Wasim Bari (wk) - Wasim Raja - Zaheer Abbas | - Clive Lloyd (K) - Faoud Bacchus - Sylvester Clarke - Colin Croft - Jeff Dujon (wk) - Joel Garner - Larry Gomes - Gordon Greenidge - Desmond Haynes - Michael Holding - Gus Logie - Malcolm Marshall - David Murray (wk) - Viv Richards - Andy Roberts |     |

## Spiele

### Vorrunde
Tabelle
| Teams       | Sp. | S | N | U | R | NR | Punkte | RR    |
| ----------- | --- | - | - | - | - | -- | ------ | ----- |
| West Indies | 10  | 7 | 3 | 0 | 0 | 0  | 14     | 4.281 |
| Australien  | 10  | 4 | 6 | 0 | 0 | 0  | 8      | 4.221 |
| Pakistan    | 10  | 4 | 6 | 0 | 0 | 0  | 8      | 3.922 |

Sieg: 2 Punkte; Remis: 1 Punkte
Spiele
| 21. November Scorecard | Melbourne | West Indies 245-8 (50)          | – | Pakistan 227-6 (50) |
|                        |           | West Indies gewinnt mit 18 Runs |   |                     |

Pakistan gewann den Münzwurf und entschied sich als Feldmannschaft zu beginnen. Als Spieler des Spiels wurde gordon Greenidge ausgezeichnet.
| 22. November Scorecard | Melbourne | Australien 209-9 (50)          | – | Pakistan 210-6 (49.2) |
|                        |           | Pakistan gewinnt mit 4 Wickets |   |                       |

Pakistan gewann den Münzwurf und entschied sich als Feldmannschaft zu beginnen. Als Spieler des Spiels wurde Javed Miandad ausgezeichnet.
| 24. November Scorecard | Sydney | West Indies 236-8 (49/49)        | – | Australien 237-3 (47/49) |
|                        |        | Australien gewinnt mit 7 Wickets |   |                          |

Die West Indies gewannen den Münzwurf und entschieden sich als Schlagmannschaft zu beginnen. Als Spieler des Spiels wurde Bruce Laird ausgezeichnet.
| 5. Dezember Scorecard | Adelaide | Pakistan 140 (49/49)        | – | West Indies 132 (38.5/49) |
|                       |          | Pakistan gewinnt mit 8 Runs |   |                           |

Die West Indies gewannen den Münzwurf und entschied sich als Feldmannschaft zu beginnen. Als Spieler des Spiels wurde Wasim Raja ausgezeichnet.
| 6. Dezember Scorecard | Adelaide | Australien 208 (48.3)          | – | Pakistan 170-8 (50) |
|                       |          | Australien gewinnt mit 38 Runs |   |                     |

Australien  gewann den Münzwurf und entschied sich als Schlagmannschaft zu beginnen. Als Spieler des Spiels wurde Greg Chappell ausgezeichnet.
| 17. Dezember Scorecard | Sydney | Australien 222-6 (50)          | – | Pakistan 223-4 (43.2) |
|                        |        | Pakistan gewinnt mit 6 Wickets |   |                       |

Pakistan gewann den Münzwurf und entschied sich als Feldmannschaft zu beginnen. Als Spieler des Spiels wurde Mudassar Nazar ausgezeichnet.
| 19. Dezember Scorecard | Perth | Pakistan 160 (44.4)               | – | West Indies 161-3 (42.2) |
|                        |       | West Indies gewinnt mit 7 Wickets |   |                          |

Pakistan gewann den Münzwurf und entschied sich als Schlagmannschaft zu beginnen. Als Spieler des Spiels wurde Desmond Haynes ausgezeichnet.
| 20. Dezember Scorecard | Perth | Australien 188-9 (50)             | – | West Indies 190-2 (30) |
|                        |       | West Indies gewinnt mit 8 Wickets |   |                        |

Die West Indies gewannen den Münzwurf und entschied sich als Feldmannschaft zu beginnen. Als Spieler des Spiels wurde Clive Lloyd ausgezeichnet.
| 9. Januar Scorecard | Melbourne | Pakistan 218-6 (50)          | – | Australien 193 (49) |
|                     |           | Pakistan gewinnt mit 25 Runs |   |                     |

Australien gewann den Münzwurf und entschied sich als Feldmannschaft zu beginnen. Als Spieler des Spiels wurde Zaheer Abbas ausgezeichnet.
| 10. Januar Scorecard | Melbourne | Australien 146 (42.5)             | – | West Indies 147-5 (47.1) |
|                      |           | West Indies gewinnt mit 5 Wickets |   |                          |

Australien gewann den Münzwurf und entschied sich als Schlagmannschaft zu beginnen. Als Spieler des Spiels wurde Jeff Dujon ausgezeichnet.
| 12. Januar Scorecard | Sydney | Pakistan 191-7 (50)               | – | West Indies 192-3 (42.1) |
|                      |        | West Indies gewinnt mit 7 Wickets |   |                          |

Pakistan gewann den Münzwurf und entschied sich als Schlagmannschaft zu beginnen. Als Spieler des Spiels wurde Gordon Greenidge ausgezeichnet.
| 14. Januar Scorecard | Sydney | Australien 230-5 (50)          | – | Pakistan 154 (40.3) |
|                      |        | Australien gewinnt mit 76 Runs |   |                     |

Pakistan gewann den Münzwurf und entschied sich als Feldmannschaft zu beginnen. Als Spieler des Spiels wurde Kim Hughes ausgezeichnet.
| 16. Januar Scorecard | Brisbane | Pakistan 177-9 (50)              | – | West Indies 107-9 (28.5/27) |
|                      |          | West Indies gewinnt mit 1 Wicket |   |                             |

Die West Indies gewannen den Münzwurf und entschied sich als Feldmannschaft zu beginnen. Als Spieler des Spiels wurde Faoud Bacchus ausgezeichnet.
| 17. Januar Scorecard | Brisbane | Australien 185-9 (40/40)          | – | West Indies 186-5 (28.4/40) |
|                      |          | West Indies gewinnt mit 5 Wickets |   |                             |

Die West Indies gewannen den Münzwurf und entschieden sich als Feldmannschaft zu beginnen. Als Spieler des Spiels wurde Larry Gomes ausgezeichnet.
| 19. Januar Scorecard | Sydney | West Indies 189 (50)                       | – | Australien 168-7 (43.1) |
|                      |        | Australien gewinnt mit 5 Runs (ARR Method) |   |                         |

Australien gewann den Münzwurf und entschied sich als Feldmannschaft zu beginnen. Das Spiel wurde auf Grund von Regenfällen abgebrochen und Australien auf Grund von besserer durchschnittlicher Run-Rate zum Sieger erklärt. Als Spieler des Spiels wurde Andy Roberts ausgezeichnet.

### Finalserie
| 23. Januar Scorecard | Melbourne | West Indies 216-8 (49/49)       | – | Australien 130 (37.4/49) |
|                      |           | West Indies gewinnt mit 86 Runs |   |                          |

Australien gewann den Münzwurf und entschied sich als Feldmannschaft zu beginnen.
| 24. Januar Scorecard | Melbourne | West Indies 235-9 (49)           | – | Australien 107 (32.2) |
|                      |           | West Indies gewinnt mit 128 Runs |   |                       |

West Indies gewann den Münzwurf und entschied sich als Schlagmannschaft zu beginnen.
| 26. Januar Scorecard | Sydney | Australien 214-8 (49)           | – | West Indies 168 (42.5) |
|                      |        | West Indies gewinnt mit 46 Runs |   |                        |

Die West Indies gewannen den Münzwurf und entschieden sich als Feldmannschaft zu beginnen. Als Spieler des Spiels wurde XXX ausgezeichnet.
| 27. Januar Scorecard | Sydney | West Indies 234-6 (49)          | – | Australien 216-9 (50) |
|                      |        | West Indies gewinnt mit 18 Runs |   |                       |

Die West Indies gewannen den Münzwurf und entschieden sich als Schlagmannschaft zu beginnen. Als Spieler des Spiels wurde Viv Richards ausgezeichnet.

## Statistiken
Die folgenden Cricketstatistiken wurden bei dieser Tour erzielt.
| Tests            | Tests       | Tests   | Tests   | Tests   | Tests   | Tests   | Tests   | Tests   |
| Batting          | Batting     | Batting | Batting | Batting | Batting | Batting | Batting | Batting |
| Spieler          | Mannschaft  | Spiele  | Innings | Runs    | Average | HS      | 100s    | 50s     |
| ---------------- | ----------- | ------- | ------- | ------- | ------- | ------- | ------- | ------- |
| Viv Richards     | West Indies | 14      | 14      | 536     | 41,23   | 78      | 0       | 5       |
| Clive Lloyd      | West Indies | 13      | 13      | 462     | 57,75   | 80*     | 0       | 3       |
| Gordon Greenidge | West Indies | 12      | 12      | 438     | 36,50   | 103     | 1       | 3       |
| Graeme Wood      | Australien  | 14      | 13      | 384     | 32,00   | 69      | 0       | 2       |
| Allan Border     | Australien  | 14      | 14      | 352     | 35,20   | 75*     | 0       | 2       |
| Bowling          |             |         |         |         |         |         |         |         |
| Spieler          | Mannschaft  | Spiele  | Overs   | Wickets | Average | BBI     | 5W      | 10W     |
| Joel Garner      | West Indies | 14      | 121.0   | 24      | 15,54   | 4/45    | 0       | 0       |
| Michael Holding  | West Indies | 13      | 118.0   | 19      | 20,52   | 4/32    | 0       | 0       |
| Jeff Thompson    | Australien  | 13      | 114.2   | 19      | 27,42   | 3/55    | 0       | 0       |
| Andy Roberts     | West Indies | 14      | 119.0   | 18      | 22,83   | 3/15    | 0       | 0       |
| Imran Khan       | Pakistan    | 10      | 96.4    | 15      | 20,33   | 3/19    | 0       | 0       |
| Greg Chappell    | Australien  | 14      | 121.2   | 15      | 35,20   | 3/31    | 0       | 0       |